# Talent
Talènt je grška enota za maso in kasneje tudi denarna enota. Beseda izhaja prek latinščine talentum iz grške besede starogrško τάλαντο: tálanto, kar pomeni tehtanje ali teža. Talent = 60 min = 6000 drahem. V različnihal grških mestnih državah je imel različno maso (v Atiki na primer 26,20 kg). V splošnem je 1 talent odgovarjal masi vode 1 amfore, oziroma 1 kubičnemu čevlju.